# Shincal
Shincal, també anomenat El Shincal o Shincal de Quimivil, és una ciutat ameríndia actualment en ruïnes que es troba en el departament de Belén de la província argentina de Catamarca. A la seva plaça d'armes (o plaça central) esquarteraren el cacic Juan Chelemín, després de ser derrotat en el Primer alçament Calchaquí.

## Ubicació
Les ruïnes del complex del Shincal són en les coordenades 27° 40′ S, 67° 10′ O / 27.667°S,67.167°O, a 6 km al nord-oest de la petita ciutat de Londres i a 25 km a l'oest-sud-oest de la ciutat de Belén. El terreny on és el Shincal és una petita vall de la preserralada dels Andes en el sector de la serra de Quimivil.

## Característiques de les ruïnes

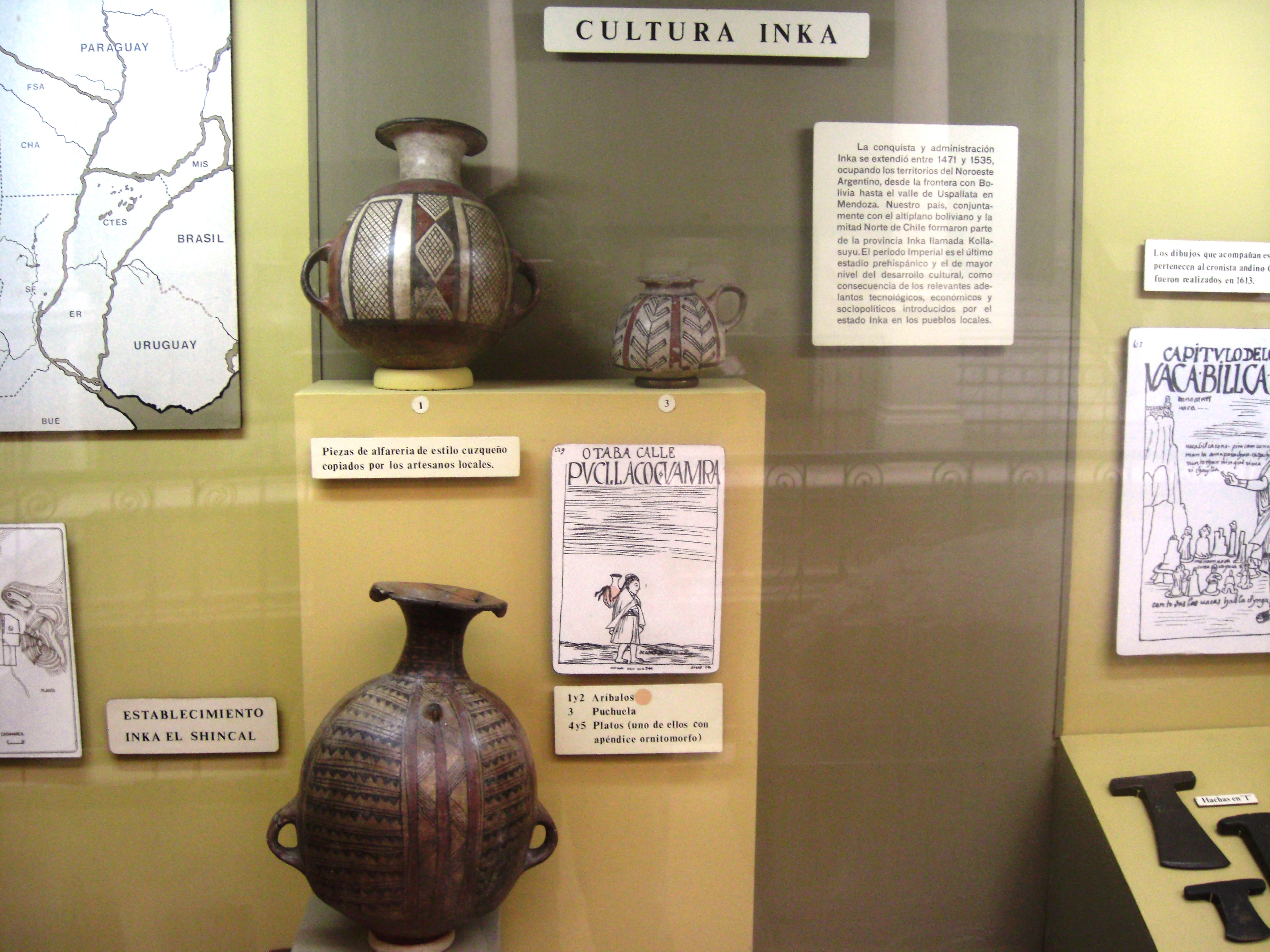
Vitrina. Museu de la Plata dedicada a Shincal

Tot i que hi ha vestigis preinques que indiquen el Shincal com un assentament poblat pels diaguites i s'hi troben rastres de la cultura Belén, el lloc fou important després de la invasió quítxua i durant un període que va des de ca. 1481 al 1536. El motiu que fos un centre important de la dominació inca s'entén en notar que era una cruïlla del kapak ñan ('camí gran' o 'camí de l'Inca') entre l'antic Tucumán annexat al Tawantinsuyu i el Kiri-Kiri o zones del centre i nord de Xile pel pas de San Francisco. Per açò el Shincal, amb una planta de 24 hectàrees, tenia una plaça central amb un ushnu (petit monticle piramidal símbol del poder inca), un centenar d'edificacions, diversos dipòsits (kollkas i tampus), una espècie d'important caserna amb habitatges de pirca (parets de pedra) del tipus kallanka; aquests pavellons rectangulars semblen haver servit tant com a habitacions comunals i com a fàbriques (especialment, tèxtils); s'hi troben també restes de muralles de pirca.
Després de la caiguda del Tawantinsuyu i la primera entrada d'invasors espanyols (Diego de Almagro el 1536) la petita ciutat ameríndia, que devia aplegar unes 800 persones, fou despoblant-se per desestructurar les defenses que oposaven els aborígens diaguites, i en el seu lloc els espanyols fundaren la ciutat de Londres al 1558.
La Fundació d'Història Natural Félix de Azara creà un modern museu de lloc, que funciona també com un centre d'interpretació d'aquest jaciment arqueològic.

## Toponímia
L'etimologia més acceptada indica que el topònim és una paraula mixta, deriva del quítxua chillka i la desinència espanyola al; és a dir, significaria 'Lloc on abunda la chilca'. La chilca, planta també anomenada suncho (Flourensia campestris) és un arbust espinós que creix en llocs humits, de sabor amarg, amb aquesta planta es prepara una espècie d'encens. La població de la zona pronuncia usualment shilca i fins i tot shinca en lloc de chillka o chilca.

## Accés
S'hi permet l'accés en petits grups, per preservar el lloc arqueològic. S'hi accedeix per un camí rural des de Londres, eixint de la RN 40.

## Imatges

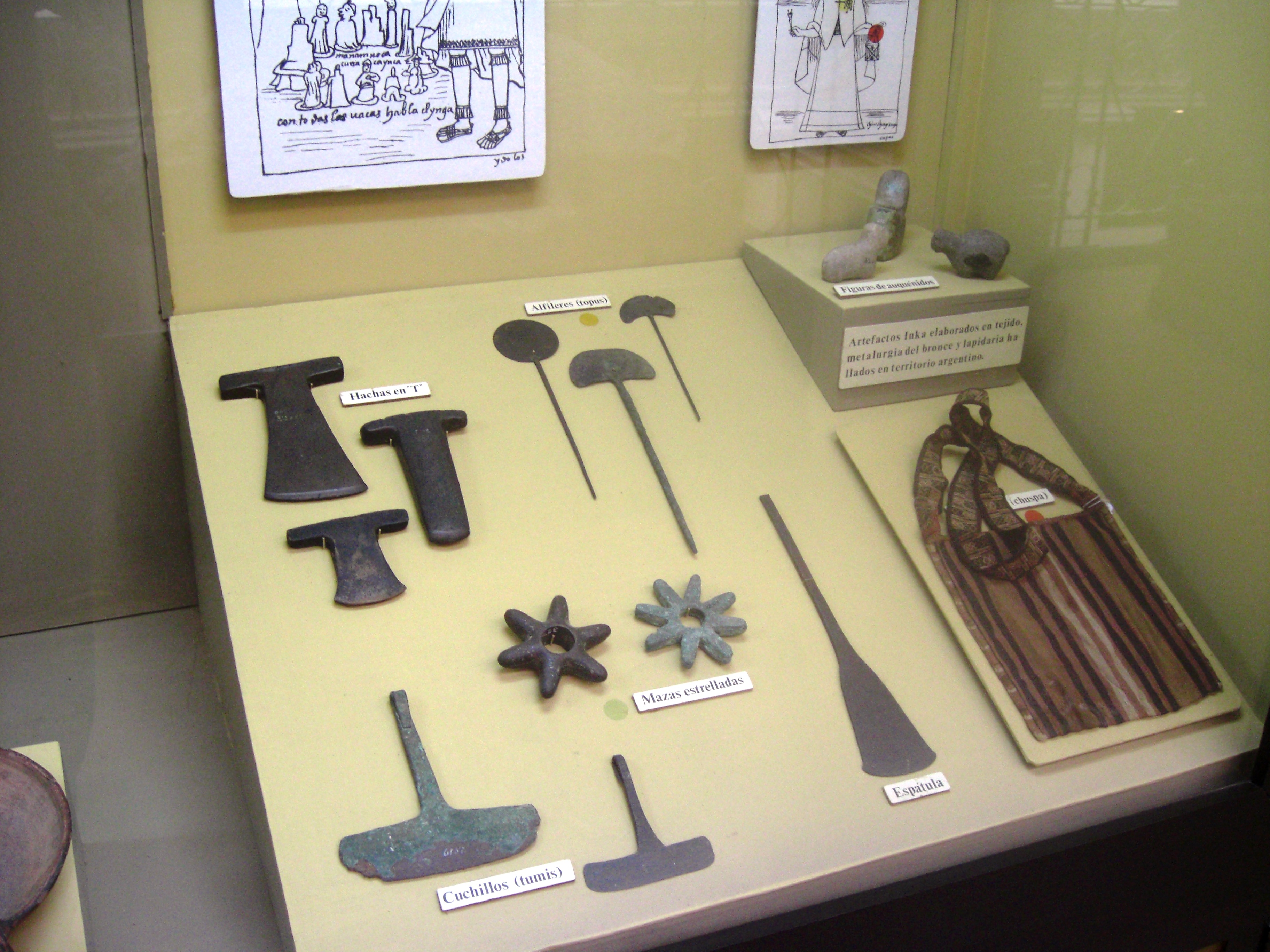
Museu de la Plata
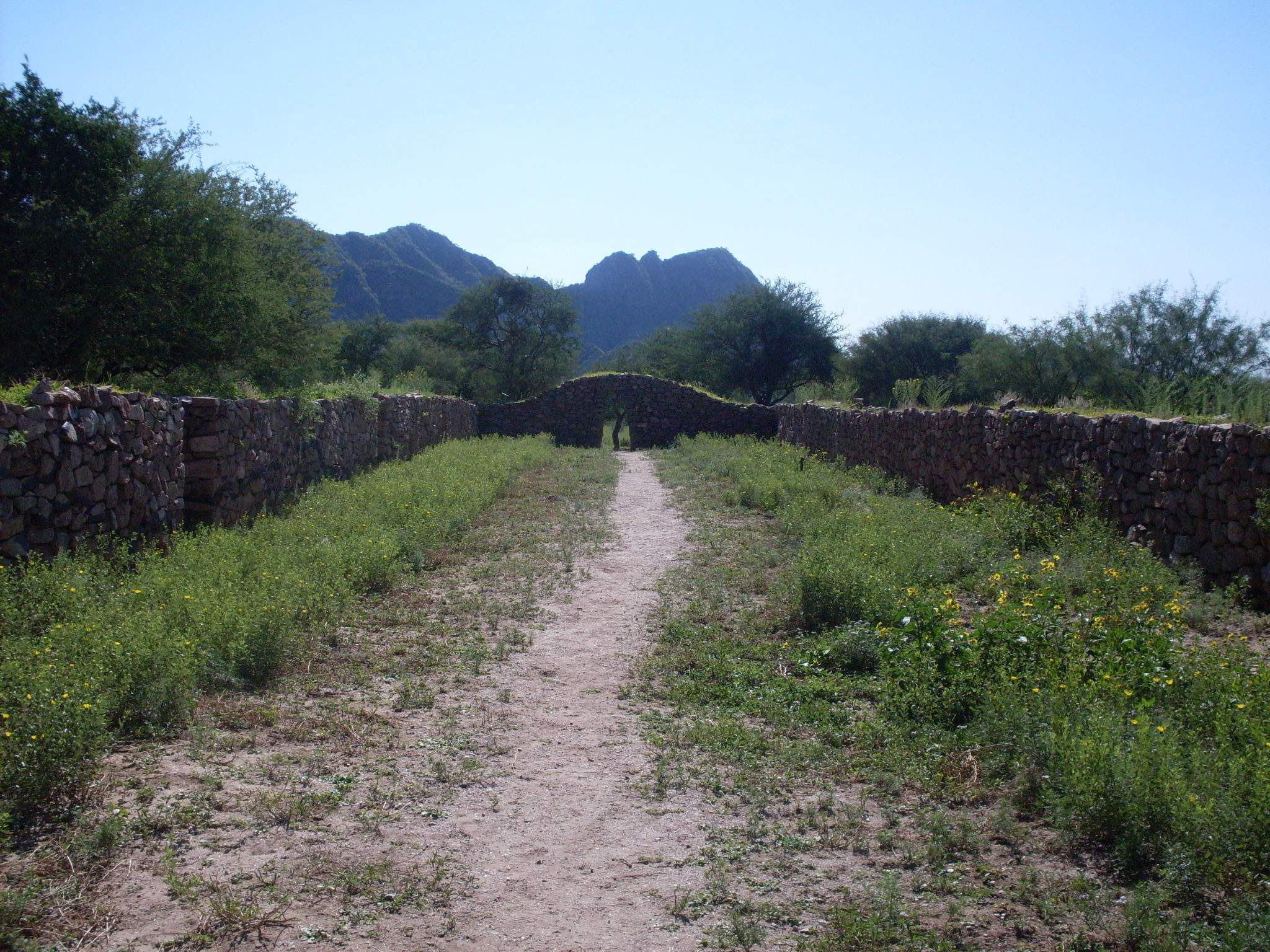
Ruïnes del Shincal
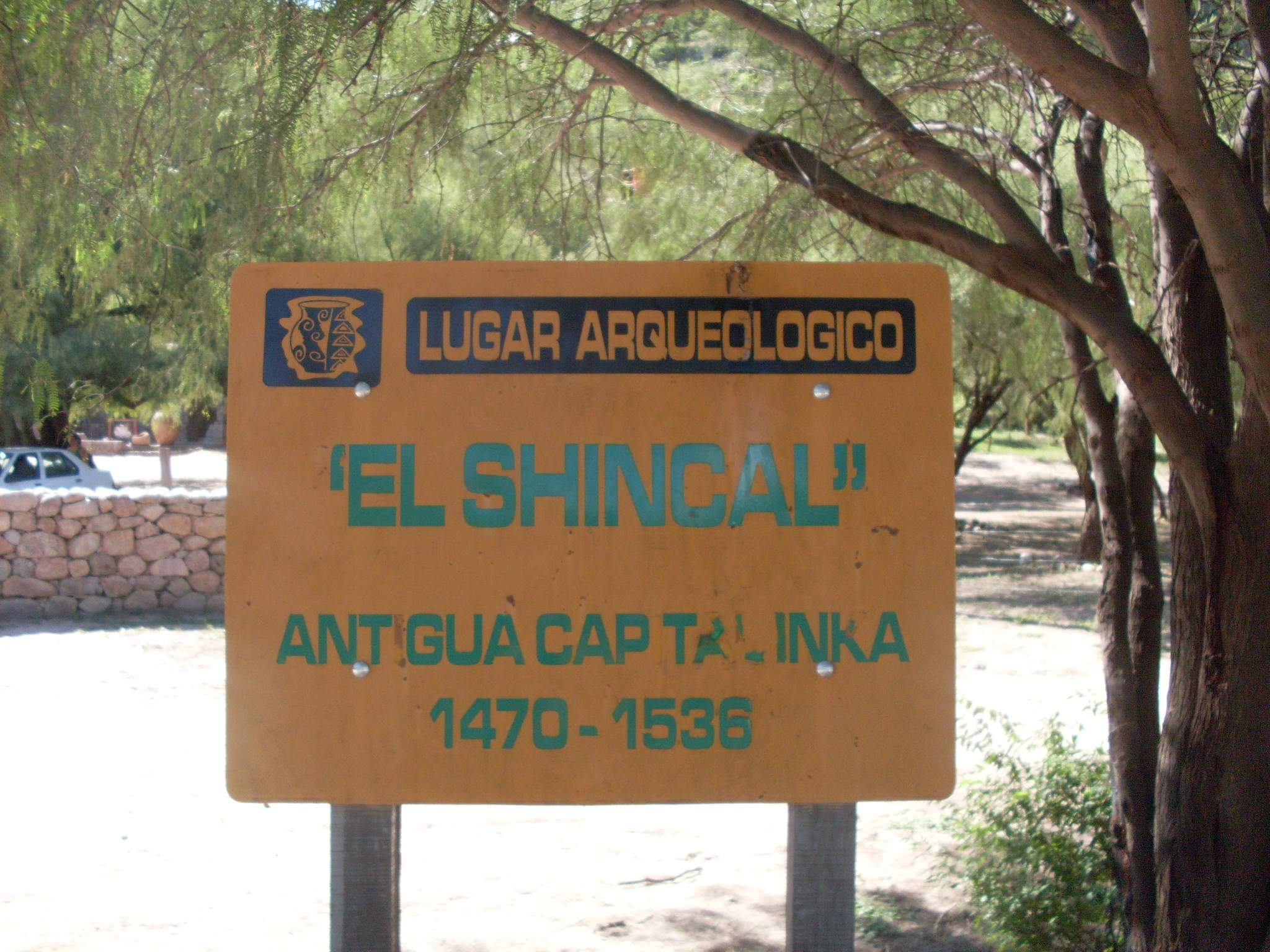
Entrada a les ruïnes